# Orane Jambes
 (juin 2025).

a Compétitions nationales et continentales officielles uniquement.

Dernière mise à jour le 9 juin 2025.
Orane Jambes, née en 2001, est une joueuse française de rugby à XV évoluant au poste de talonneuse.
Formée au Stade bordelais, elle est avec ce club championne de France en 2025.

## Biographie
Orane Jambes commence la pratique du rugby à XV au club de Biganos en 2015. Dès la saison suivante, elle intègre les effectifs du Stade bordelais où elle joue en Championnat de France.
Avec le Stade bordelais, elle remporte le Championnat de France 2024-2025, surpassant l'équipe du Stade toulousain en tant que talonneuse titulaire le 31 mai 2025 au stade Marcel-Michelin.

## Palmarès
- Vainqueur du Championnat de France en 2025 avec le Stade bordelais.